# Matthieu Thorel
Matthieu Thorel (ur. 19 października 1984) – francuski judoka. Uczestnik mistrzostw świata w 2011. Startował w Pucharze Świata w latach 2007, 2009-2015 i 2017. Brązowy medalista w drużynie na mistrzostwach Europy w 2009, a także na wojskowych MŚ w 2016. Drugi w drużynie i trzeci indywidualnie na uniwersjadzie w 2011. Mistrz Francji w 2010 roku.